# By the Sea (2015)
By the Sea (Brasil: À Beira Mar / Portugal: Junto ao Mar) é um filme estadunidense de 2015, um drama romântico escrito e dirigido por Angelina Jolie Pitt, e produzido e estrelado por ela e seu marido Brad Pitt. Foi lançado nos Estados Unidos em 13 de Novembro de 2015 pela Universal Pictures.

## Sinopse
Na França dos anos 70 um casal americano, a ex-dançarina Vanessa e seu marido Roland, um escritor de sucesso, estão juntos há 14 anos. Eles se dirigem a um hotel à beira mar. Roland quer escrever uma história ao se hospedar. Os dois são mal se falam; Vanessa deixou de trabalhar e vive um luto por uma razão desconhecida. Roland parece beber demais e infeliz porque Vanessa não está mais interessada nele sexualmente.
Vanessa e Roland iniciam uma amizade com um casal jovem e atraente que se hospeda no quarto ao lado do deles. Logo depois, eles descobrem que a parede entre os dois quartos tem um buraco, o que lhes permite ver o outro casal conversando e mantendo relações sexuais.
Gradualmente as suas experiências no hotel permitem que Vanessa e Roland comecem a remendar seu relacionamento. No entanto, Vanessa tem um caso com o jovem marido do quarto ao lado, danificando seriamente a relação entre o jovem casal, e desencadeando um confronto com Roland, durante o qual ele diz a ela que se ela quer machucá-lo, ela deve ir em frente e feri-lo fisicamente. Roland afirma que sua sedução ao marido foi motivada por que ela estava grávida, e exige uma admissão.
Roland é capaz de terminar de escrever um novo livro. Parece que o jovem casal pode ser capaz de trilhar seu caminho após o episódio de traição, e sair mais forte do outro lado. Quando Vanessa e Roland deixam o hotel de carro, se descobre que dois abortos causaram toda a tristeza, o luto e a aposentadoria de Vanessa.

## Produção
Em maio de 2014, foi anunciado que Angelina Jolie atuaria com Brad Pitt no novo filme By the Sea, escrito e dirigido por ela mesma. A revista norte-americana The Hollywood Reporter disse que o filme seria sobre um relacionamento dramático que Angelina Jolie havia escrito há alguns anos, focado em um casal com problemas que tiram férias como seu último esforço para salvar seu casamento. Este filme será a sua primeira colaboração desde o filme Mr. & Mrs. Smith. O primeiro ministro de Malta, Joseph Muscat, confirmou sobre o projeto do filme, afirmando que parcialmente, seria filmado em Mġarr ix-Xini. Jon Hutman foi o diretor de arte do filme. A produção e a filmagem começaram em 19 de agosto de 2014, em Malta e foram encerradas em 10 de novembro de 2014.
A música escolhida como tema do filme foi "Perfect Day", de Harry Nilsson.

## Recepção

### Bilheteria
By the Sea foi lançado inicialmente em dez locais, arrecadando US $ 96.250, ocupando o número 38 na bilheteria doméstica dos Estados Unidos. Até 10 de dezembro de 2015, o filme havia arrecadado $ 538.460 nos Estados Unidos e Canadá, e $ 2.796.467 no exterior, para um total mundial de $ 3.334.927.

### Resposta da crítica
Recebeu comentários entre mistos e negativos por parte da crítica. No Rotten Tomatoes, o filme teve uma classificação de 33%, com base em 135 avaliações, com uma classificação média de 4,8/10. Como consenso entre os leitores do site, "By the Sea "pode intrigar voyeurs de celebridades ou fãs de um certo tipo de cinema de arte mas, para a maioria dos espectadores, a sua beleza não será suficiente para compensar sua inércia narrativa." No site Metacritic, teve uma pontuação de 44 em 100, baseado em 34 críticos, indicando "críticas mistas ou médias". Justin Chang, principal critico cinematográfico do portal variety.com disse: "By the Sea sempre oferece algo para agradar aos olhos e ouvidos, ao mesmo tempo que deixa o coração e a mente friamente sem agitação."

## Elenco
- Angelina Jolie........ Vanessa
- Brad Pitt............. Roland
- Mélanie Laurent....... Lea
- Niels Arestrup........ Michel
- Melvil Poupaud........ François
- Richard Bohringer..... Patrice